# Dichaetaria
Dichaetaria és un gènere de plantes de la tribu Arundínia, família de les poàcies, ordre de les poals, subclasse Commelinidae, classe Liliopsida, divisió Magnoliophyta.

## Taxonomia
- D. wightii Nees ex Steud.